# Visserijmuseum (Breskens)

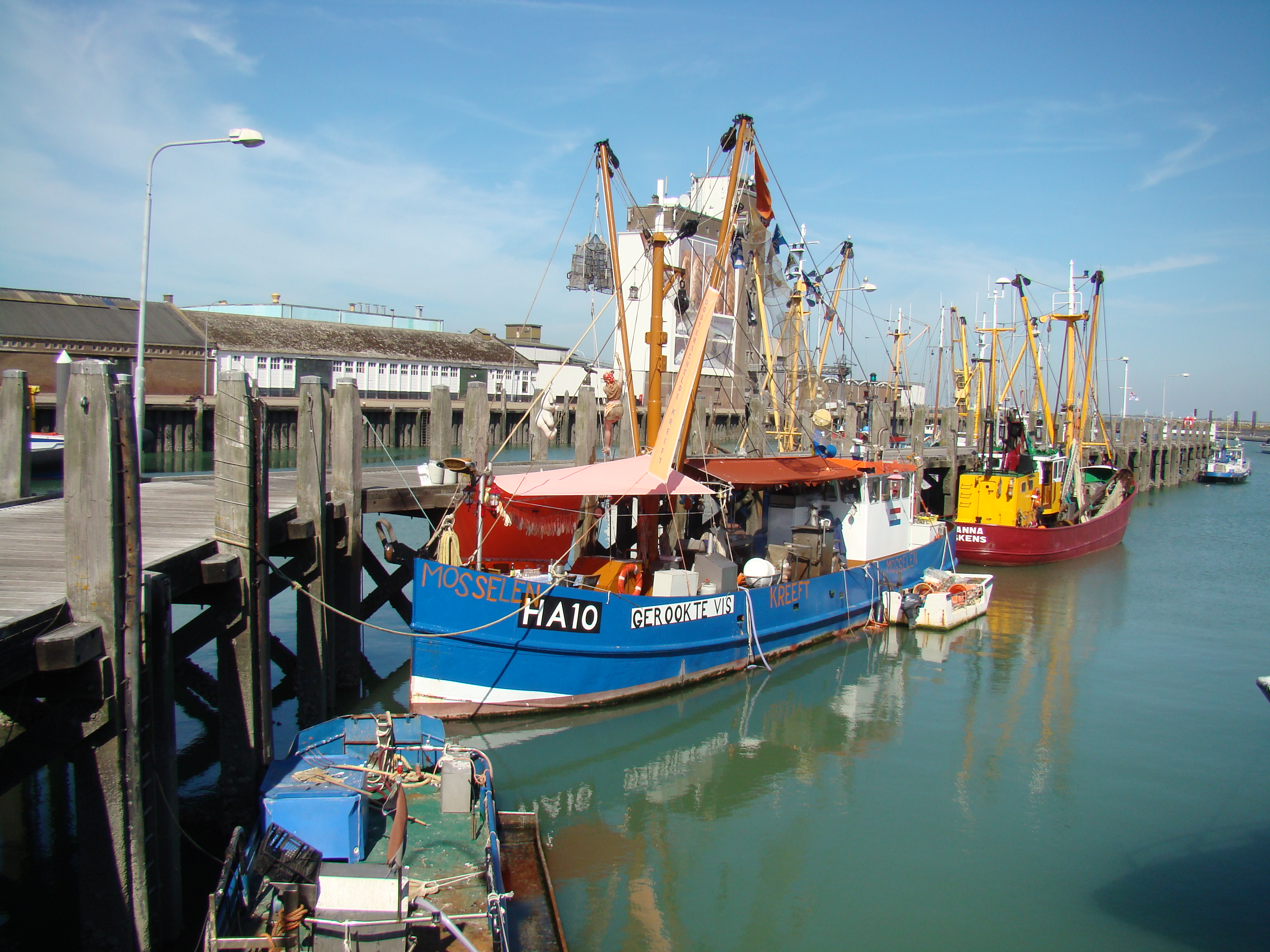
Vissersboten in Breskens

Het Visserijmuseum, gesticht in 1990, is een museum in het tot de Zeeuwse gemeente Sluis behorende dorp Breskens.
Het museum is gevestigd op de bovenverdieping van de plaatselijke vismijn. In de 'Hoofdzaal' wordt de visserijgeschiedenis van Breskens belicht en staan tal van scheepsmodellen opgesteld. Er is een filmzaal waar films over het vissersbestaan worden getoond. De 'Scheldezaal' toont aspecten van de Westerschelde, zoals een maquette, modellen van de vroegere veerboten en voorwerpen die de scheepvaart betreffen. In de 'Tijs Verschoor-zaal' zijn opgezette vogels te zien en een verzameling schelpen en koralen. In het museum zijn ook veel voorwerpen te vinden die als 'bijvangst' uit de zee zijn opgevist, zoals mammoetkiezen.